# Thirteen Days
Thirteen Days è un film del 2000 diretto da Roger Donaldson, riguardante la Crisi dei missili di Cuba, vista nella prospettiva dei dirigenti politici degli Stati Uniti.

## Trama
Ottobre 1962. Un aereo spia americano, un Lockheed U-2, scopre sull'isola di Cuba una base missilistica in costruzione. Immediatamente si allerta lo Stato Maggiore. Kennedy si consulta rapidamente con il suo consigliere per la sicurezza Kenneth O'Donnell e con suo fratello Bob. La decisione viene presa: gli Stati Uniti d'America non permetteranno all'URSS di installare missili con testate nucleari dinanzi alle loro coste. È la crisi più grave dopo la fine della seconda guerra mondiale, e questa volta il rischio è quello di un conflitto nucleare.

## Produzione
Anche se il film mutua il titolo dal libro Thirteen Days di Robert F. Kennedy, è basato in realtà su The Kennedy Tapes - Inside the White House During the Cuban Missile Crisis di Ernest May e Philip Zelikow.
Gran parte delle scene si svolgono alla Casa Bianca e si focalizzano sul processo decisionale tra il Presidente John Fitzgerald Kennedy e il fratello Robert, in contrapposizione con i militari, che spingono per attuare i progetti d'invasione di Cuba come reazione all'installazione dei missili sovietici. Il film s'incentra, più che sulle dinamiche della Guerra fredda tra le due superpotenze, sul conflitto tra potere politico e militare sulla scelta della migliore strategia da adottare. La vicenda è vista attraverso gli occhi di Kenneth O'Donnell, un funzionario della Casa Bianca interpretato da Kevin Costner.

## Distribuzione
La New Line Cinema è stata una delle compagnie produttrici, assieme alla compagnia di Kevin Costner Tig Productions e la Beacon Communications di Armyan Bernstein.

## Cast
- Bruce Greenwood - John Fitzgerald Kennedy, Presidente degli Stati Uniti d'America
- Walter Adrian - Lyndon B. Johnson, Vicepresidente degli Stati Uniti d'America
- Kevin Costner - Kenneth "Kenny" O'Donnell, Assistente Particolare del Presidente
- Tim Kelleher - Ted Sorensen, Assistente Speciale del Presidente
- Henry Strozier - Dean Rusk, Segretario di Stato degli Stati Uniti d'America
- Steven Culp - Robert Kennedy, Procuratore generale degli Stati Uniti d'America
- Dylan Baker - Robert McNamara, Segretario della difesa degli Stati Uniti d'America
- Peter White - John McCone, Direttore della CIA
- Ed Lauter - Tenente Marshall Carter, vice-direttore della CIA
- Michael Fairman - Adlai Stevenson II, Ambasciatore Usa alle Nazioni Unite
- Bill Smitrovich - Generale Maxwell Taylor, Capo dello stato maggiore congiunto degli Stati Uniti
- Kevin Conway - Generale Curtis LeMay, Capo di stato maggiore dell'Aeronautica degli Stati Uniti
- Frank Wood - McGeorge "Mac" Bundy, Consigliere per la sicurezza nazionale
- Kelly Connell - Pierre Salinger, Portavoce della Casa Bianca
- Christopher Lawford - Comandante William Ecker
- Madison Mason - Ammiraglio George Whelan Anderson Jr., Capo delle Operazioni Navali
- Len Cariou - Dean Acheson
- Chip Esten - Maggiore Rudolf Anderson
- Jack McGee - Richard J. Daley, sindaco di Chicago
- Stephanie Romanov - First Lady Jacqueline Kennedy, moglie del Presidente
- Lucinda Jenney - Helen O'Donnell, moglie di Kenneth "Kenny" O'Donnell
- Caitlin Elizabeth Wachs - Kathy O'Donnell, Figlia di Kenneth "Kenny" O'Donnell
- Olek Krupa - Andrej Gromyko, Ministro degli Esteri dell'Unione Sovietica
- Elya Baskin - Anatolij Dobrynin, Ambasciatore Sovietico negli USA
- Oleg Vidov - Valerian Zorin, Ambasciatore Sovietico alle Nazioni Unite
- Boris Lee Krutonog - Aleksandr Fomin, spia del KGB

## Riconoscimenti
- 2001 - Satellite Award
  - Miglior attore non protagonista in un film drammatico (Bruce Greenwood)
  - Miglior montaggio